# Koelpinia tenuissima
Koelpinia tenuissima là một loài thực vật có hoa trong họ Cúc. Loài này được Pavlov & Lipsch. mô tả khoa học đầu tiên năm 1938.